# 非洲罗曼语
非洲罗曼语，亦称非洲拉丁语，是一种已经灭绝的罗曼语言，曾在罗马帝国晚期及后罗马时代的多个继承国家（包括汪达尔王国、东罗马帝国阿非利加总督区，以及柏柏尔人的摩尔-罗马王国）中使用。该语言由当地的的非洲罗马人使用。非洲罗曼语主要作为口语和地方话存在，因而留下的文献证据极为稀少。然而，可以肯定的是，到公元3世纪初，一种属于当地省份的拉丁语变体已经在非洲广泛确立。
在公元709年倭马亚王朝征服北非后，这种语言在北非海岸及其毗连地区的多个地方仍持续存在，直至12世纪。也有证据表明，它可能一直延续到14世纪，甚至在某些内陆地区可能存续至15世纪，甚至更晚。
非洲罗曼语可能与今天的撒丁语存在较近的亲缘关系。

## 背景

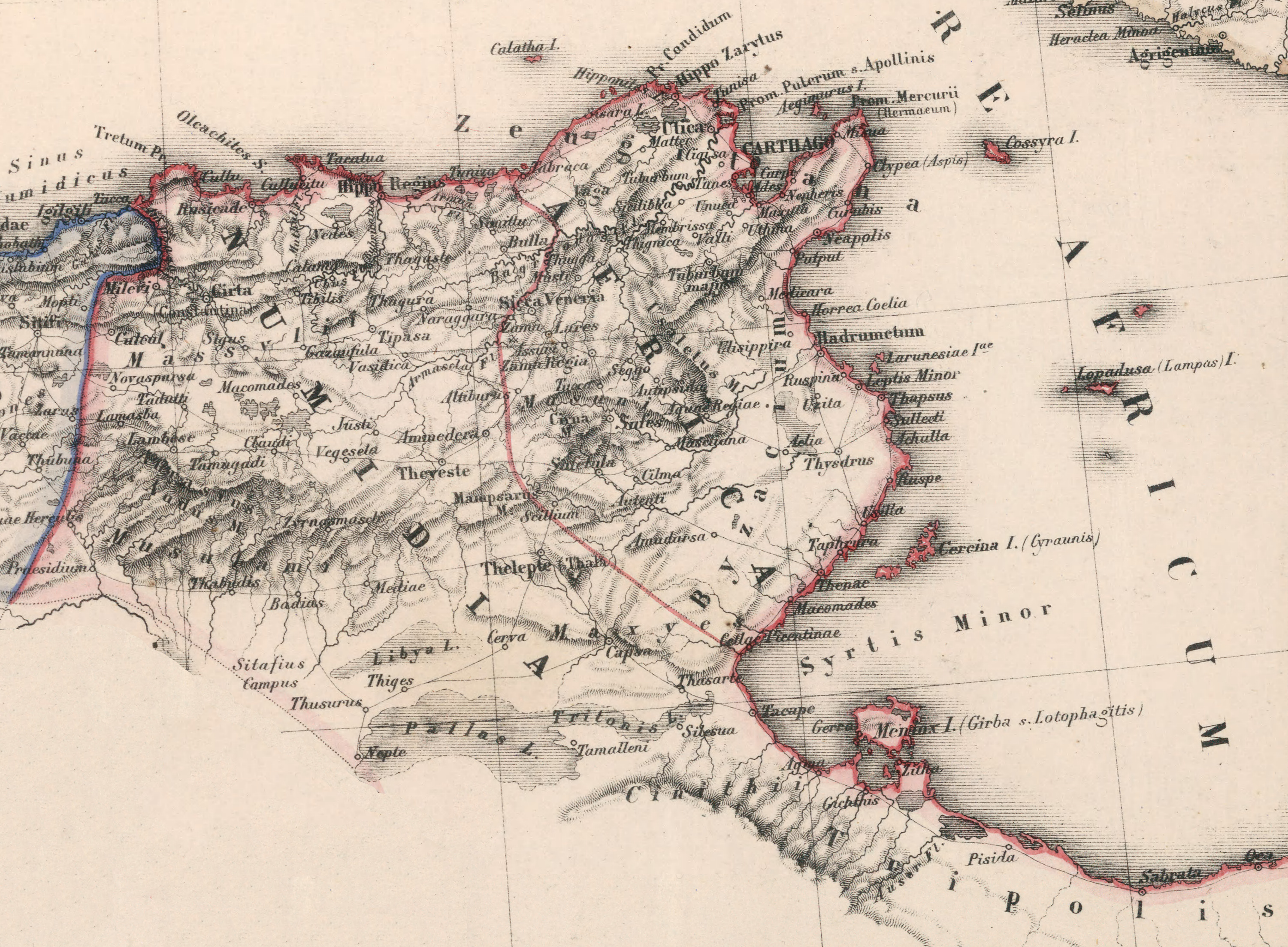
皇家界沟（粉色）大致标志着阿非利加行省与努米底亚之间的边界。

公元前146年，在第三次布匿战争击败迦太基后，罗马阿非利加行省建立。战争中被毁的迦太基城在尤利乌斯·凯撒担任独裁官期间被重建为一座罗马殖民地，并在公元1世纪时迅速发展，成为罗马帝国第四大城市，人口超十万。皇家界沟是北非地区的一条重要边界，最初将罗马占领的迦太基领土与努米底亚分隔开来，并可能作为一条文化边界，标志着罗马化的推进。
在罗马帝国时期，阿非利加行省已成为人口稠密、经济繁荣的地区，而迦太基则是帝国内第二大讲拉丁语的城市。然而，拉丁语主要流行于城市和沿海地区。迦太基人的布匿语在内陆和乡村地区一直流传至公元5世纪中叶，甚至在城市中也仍被使用。同时，一些地区很可能还通行柏柏尔诸语。
墓碑记录了北非地区宗教和艺术罗马化的进程。然而，拉丁语、布匿语和柏柏尔语在各地的传播与延续状况存在显著差异，反映出地区间的多样性：在的黎波里塔尼亚，布匿语出现了复兴；在希波城周边地区，则集中了大量利比亚铭文；而在卡比利亚和奥雷斯的山区，尽管并非完全不存在，拉丁语较为罕见。
公元429年至534年，北非地区曾被日耳曼人的汪达尔部占领了一个多世纪，直到东罗马帝国皇帝君士坦丁一世重新征服该地。在这段时期，口语拉丁语发生了哪些变化已无从考证；然而，书面拉丁语仍保持着很高的水准，这可从非洲作家科里普斯的拉丁语诗歌中看出。迦太基周边地区在阿拉伯人到来之前，始终是完全讲拉丁语的区域。

## 特点
- 非洲罗曼语只有a、i、u、e、o五个元音，古典拉丁语中的长短元音对立已经消失，如希波的奥古斯丁曾称非洲人分不清ōs“嘴巴”和ŏs“骨头”。这点同撒丁语相似。[9]:47
- b、v两个音位已经合并，如vita（生命）写作bita
- 词尾的m丢失[10]:111

在词汇上非洲罗曼语中有一些特有词汇，其中一些可能是布匿语、柏柏尔语和阿拉伯语借词。